# Філіп Холл
Філіп Холл (англ. Philip Hall) — англійський математик. Член Лондонського королівського товариства, професор Кембриджського університету. Найбільш відомий по роботі з теорією груп, особливо в кінцевих групах і розв'язаних групах. Протягом багатьох років він був єдиним алгебраїстом, якій працював в Англії.

## Ранні роки
Філіп Холл народився 11 квітня 1904 року в сім'ї Джорджа Холла (англ. George Hall) і Мері Лаури Сейерс (англ. Mary Laura Sayers).
У 1909 році, проживаючи в будинку свого діда Йосипа Сейера (англ. Joseph Sayer), Філіп вступив до початкової школи Нью-Енду (англ. New End Primary School).
У 1910 році Філіп переїжджає з матір'ю в Уелл-Холл і надходить в недільну школу. Він досяг успіху в навчанні і в 1915 році отримав стипендію на навчання в школі-інтернаті Східний Госпіталь Христа Хоршем (англ. Christ's Hospital West Horsham). Це була школа для дітей із здібностями, чиї батьки не могли собі дозволити оплату за навчання.

## Освіта і кар'єра
У 1922 році Філіп закінчив Госпіталь Христа із золотою медаллю.
У 1921 році він отримав стипендію Відкритого Фонду (англ. Open Foundation) і в 1922 році вступив в Королівський коледж Кембриджа.
У 1925 році Холл отримав стипендію Відкритого Вищого Фонду (англ. Open Senior Foundation), що дозволило йому продовжити навчання в коледжі, який він, в результаті закінчив з відзнакою.
У 1926 році Філіп представив есе «ізоморфізм абелевих груп», як заявку на стипендію.
У 1927 році Холл був обраний в Королівський коледж. На той час він вже працював науковим співробітником Карла Пірсона в університетському коледжі Лондона.
Повернувшись в Кембридж Філіп зробив важливе відкриття в теорії груп, що в підсумку лягло в основу доведення теореми, яку називають теоремою Холла. Ці результати дослідження були опубліковані в записці про нерозв'язні групи в «Журналі Лондонського математичного товариства» 1928 році.
У 1932 році Холл написав одну зі своїх найвідоміших статей «Внесок в теорію груп первинного енергетичного порядку». Ця стаття є одним з фундаментальних джерел сучасної теорії груп.
У 1933 році Філіп був призначений лектором в Кембриджі.
У 1939 році він провів серію лекцій на невеликому засіданні в Математичному інституті в Геттінгені.
Під час Другої Світової війни Холл жив зі своєю матір'ю в Малому Гадесдене і працював над італійськими та японськими шифрами.
У липні 1945 року Філіп повернувся в Королівський коледж Кембриджа.
У 1955 році Холл був одним з головних доповідачів на Единбурзькому математичному колоквіумі в Сент-Ендрюсі, де він дав п'ять лекцій по «симетричним функціям в теорії груп».
Головний внесок Холла в нескінченні групи проявляється в роботах 1952, 1959 і 1961 роках. Ідеї цих робіт є одними з основних областей досліджень теорії груп. Наприклад, «Підгрупи Фраттіні звичайно породжених груп» є важливою статтею про нескінченні групи, яку він опублікував у 1961 році.
Його докторантами є Курт Гірш, Бернгард Нойман, Гаррет Біркгоф, Сенді Ґрін, Карл Ґрюнберг і Браян Гартлі. Також його учнем був Грем Хіґман.

## Особисті якості та захоплення
У Філіпа Холла була глибока любов до поезії, яку він читав англійською, італійською та японською мовами. Також Філіп любив музику, мистецтво, квіти і прогулянки. Однак він був досить сором'язливим і не дуже любив гучні компанії. Волів перебувати в компанії з одним або двома друзями. Про нього говорили, що він мав широкі знання не тільки з математики, а й практично з будь-якого питання.

## Нагороди
- У 1942 році був обраний в члени Королівського товариства;
- У 1958 році був нагороджений медаллю Бервіка;
- У 1961 році був нагороджений медаллю Сильвестра, в знак визнання його видатних досліджень в алгебрі;
- У 1965 році був нагороджений медаллю Лармора;
- У 1965 році був нагороджений медаллю Де моргана.[6]

## Роботи
- Ф. Холл (1934). Внесок в теорію груп правлячого порядку. Праці Лондонського математичного товариства (англ.): 29—95. Процитовано 5 квітня 2018.
- Ф. Холл, Грехем Хігман (1956). Про p-довжину p-вирішуваних груп і теоремах відновлення для завдання. Праці Лондонського математичного товариства (англ.): 1—42. Процитовано 5 квітня 2018.
- Філіп Холл, Карл У. Груенберг, Д. І. Роузлінд (1988). Зібрані роботи Філіпа Холла (англ.). Оксфорд, Clarendon Press. с. 776. Процитовано 5 квітня 2018.

Переклади російською
- Ф. Холл, Г. Хігмен. p-довжина p-вирішуваних груп і редукційні теореми для проблеми Бернсайда :  [рос.] // Математика. — 1969. — Т. 13, № 2. — С. 64–104.
- Філіп Холл. Нільпотентні групи :  [рос.] // Математика. — 1968. — Т. 12, № 1. — С. 3–36.